# نداپلاتین
نداپلاتین(به انگلیسی: Nedaplatin) (INN، با نام تجاری Aqupla به بازار عرضه می‌شود) یک داروی آنتی نئوپلاستیک مبتنی بر پلاتین است که برای شیمی‌درمانی سرطان استفاده می‌شود. این کمپلکس از دو لیگاند آمین و یک لیگاند دی‌آنیون مشتق شده از گلیکولیک اسید تشکیل شده‌است.
داروهای مبتنی بر پلاتین، مانند سیس‌پلاتین و کربوپلاتین، به طور گسترده‌ای به عنوان عوامل آنتی نئوپلاستیک استفاده می‌شوند. با توجه به مسائل مربوط به سمیت این ترکیبات و تعداد سلول‌های سرطانی مقاوم در برابر سیس‌پلاتین، سایر مشتقات پلاتین تولید شده‌اند. نداپلاتین یکی از نمونه‌های این داروهای جدید است.